# Plecketen Weg
Der Plecketen Weg (auch Plekete Weg) war ein Handels- und Verkehrsweg in Niederösterreich.
Der Plecketen Weg war ein Teil der Handels- und Verkehrsverbindung zwischen Deutschland und Ungarn. Der Name dürfte sich von „blecken“ oder „plaiken“ ableiten, was „sichtbar werden“ bedeutet und auf einen ausgewaschenen, ausgetretenen und graslosen Weg hinweist.
Er begann im Straß im Straßertale, wo die aus der Wachau kommende Straße den Kamp überquerte sich mit anderen Straßen vereinte. Der Plecketen Weg führte sodann über Hohenwarth, Großriedenthal und Oberstockstall nach Kirchberg am Wagram und dann weiter über Unterstockstall, Königsbrunn, Stetteldorf und Hausleiten in Richtung Stockerau.